# Pelham Warren
Pelham Warren (1778-1835) est un médecin anglais.

## Biographie
Né à Londres, il est le neuvième fils de Richard Warren, médecin de George III, et de sa femme Elizabeth, fille de Peter Shaw. Frederick Warren est son frère aîné. Il fait ses études à l'école du Dr Thompson à Kensington et à la Westminster School. Il étudie au Trinity College de Cambridge, où il obtient son diplôme en 1796 .
Warren obtient son diplôme MB en 1800 et MD le 2 juillet 1805,. Il commence une pratique médicale à Londres immédiatement après avoir obtenu son premier diplôme en médecine et, le 6 avril 1803, est élu médecin au St George's Hospital, poste qu'il quitte en avril 1816. Il est le médecin d'Elizabeth Lamb, la vicomtesse Melbourne et George William Lefevre ,.
Admis candidat au Royal College of Physicians le 30 septembre 1805, Warren en devient membre le 30 septembre 1806. Il est censeur en 1810, orateur harvéen en 1826, et élu le 11 août 1829. Il est élu membre de la Royal Society le 8 avril 1813. Le 24 juillet 1830, il est nommé médecin extraordinaire de Guillaume IV, mais il décline cet honneur. Il bénéficie de l'un des plus grands cabinets de Londres, malgré des manières froides et abruptes .
Warren meurt à Worting House, près de Basingstoke, le 2 décembre 1835. Il est enterré dans l'église de Worting, où est placée une tablette avec une inscription de son ami Henry Vincent Bayley. Il laisse 100 000 £ et, selon Sydney Smith, estime que 30 000 £ provenaient du traitement de la goutte .

## Œuvres
L'œuvre publiée de Warren est son oraison harveienne, en latin: Oratio Harveiana prima in Novis ædibus Collegii habita Sext. Kalend. juil. un. mdcccxxvi , Londres, 1827, p. 32,  avec un article sur les maux de tête dans les Transactions of the Royal College of Physicians.

## Famille
Warren épouse le 3 mai 1814, Penelope, fille de William Davies Shipley, qui, avec sept enfants.